# Tour de Java oriental
Le Tour de Java oriental (officiellement Tour de East Java) est une course cycliste par étapes organisée depuis 2005. Elle se déroule chaque année en Indonésie, sur l'île de Java. La course fait partie de l'UCI Asia Tour en catégorie 2.2.

## Palmarès
| Année | Vainqueur            | Deuxième       | Troisième            |
| ----- | -------------------- | -------------- | -------------------- |
| 2005  | Ahad Kazemi          | Paul Griffin   | Robin Neil Reid      |
| 2006  | Ghader Mizbani       | Hossein Askari | Taka Tashio Yasu     |
| 2007  | Björn Glasner        | Jai Crawford   | Hossein Askari       |
| 2008  | Ghader Mizbani       | Ahad Kazemi    | Jai Crawford         |
| 2009  | Andrey Mizourov      | Ghader Mizbani | Hossein Askari       |
| 2010  | Hossein Alizadeh     | Sascha Damrow  | Hari Fitrianto       |
| 2011  | Hossein Jahanbanian  | Ying Hon Yeung | Hossein Alizadeh     |
| 2012  | Ivan Tsissaruk       | Lee Rodgers    | Eko Bayu Nur Hidayat |
| 2013  | José Vicente Toribio | Hari Fitrianto | David Clarke         |
| 2014  | Ghader Mizbani       | John Ebsen     | Amir Kolahdozhagh    |